# إدغار ويلكوكس
إدغار ويلكوكس (بالإنجليزية: Edgar Wilcox)‏ هو فلاح وسياسي أمريكي، ولد في 20 يناير 1830، وتوفي في 25 أكتوبر 1917. حزبياً، نشط في الحزب الجمهوري. وقد انتخب عضو جمعية ولاية ويسكونسن.